# Нил (провинция)
Нил (араб. ولاية نهر النيل‎; транслит: Nahr an Nil, англ. River Nile) — одна из 18 провинций Судана, расположенный на северо-востоке страны. Административный центр — город Эд-Дамер

## География
Штат Нил граничит:
- На севере — с Египтом
- На востоке — со штатом Красное море
- На юге — со штатом Хартум
- На западе — со штатами Северный Дарфур, Северный Кордофан и Гезира

Территория штата протянулась вдоль реки Нил и включает часть Нубийской пустыни. Климат засушливый, с малым количеством осадков.

## Административное деление

Административное деление провинции

Штат делится на 6 округов (локальностей):
1. Эд-Дамер (столица штата)
2. Шенди
3. Атбара
4. Эль-Матма
5. Эд-Дебба
6. Эль-Боргаси

## Экономика
Основу экономики составляют:
- Сельское хозяйство (орошаемые земли вдоль Нила)
- Добыча полезных ископаемых
- Транспортный коридор (железная дорога и автодороги, связывающие Судан с Египтом)

Важнейшие города:
- Атбара — транспортный узел
- Шенди — сельскохозяйственный центр
- Эд-Дамер — административный центр

## История
Территория штата в древности входила в состав Нубии и Кушского царства. В средние века здесь существовали христианские государства Нубии. С XVI века территория вошла в состав Султаната СеннарСовременный штат был образован в 1991 году в ходе административной реформы президента Омара аль-Башира.

## Население
По данным переписи 2008 года население штата составляло 1 511 442 человека. 
Основные этнические группы:
- Джаалин
- Шаигия
- Беджа